# Votkinsk
Votkinsk (ru. Воткинск) este un oraș din Republica Udmurtia, Federația Rusă. Se află în Prikamie[*]; lângă Votka[*] și Votkinskoe vodohranilișce[*]; și la o altitudine de 108 m deasupra nivelului mării. Are o suprafață de 113 km². Populația este de 96.037 locuitori, determinată în 1 ianuarie 2024, prin bilanț demografic[*].
1. ↑  OKTMO